# ラジモ!
ラジモ!は、2016年7月4日から2020年9月30日まで長野エフエム放送（FM長野）で月曜から木曜の16:00 - 18:55に放送されていたラジオ番組。

## 概要
6年間放送されてきた『echoes』の後番組としてスタート。
『長野をモット楽しみたい！ジモト応援ラジオ』がコンセプト。
2020年9月30日をもって終了。後番組は『MAGIC HOUR』。

## 放送時間
- 月曜-木曜日 16:00-18:55

## 出演者
- 月 小林新、飯野美紗子 (NOW ON AIR)[注 1]
- 火 大久保ノブオ (ポカスカジャン)[注 1]、本間香菜子
- 水 小林新、ダイナマイトマンダム[注 1]
- 木 小出マサト、寺岡歩美 (Sugar Me)

### 過去の出演者
- 成美 (2016年7月6日 - 2018年3月28日、水曜担当)
- 唐木さやか (2016年7月7日 - 2018年3月29日、木曜担当)
- 上月せれな (2019年3月25日、飯野美紗子の代理)
- 向井優 (2016年7月4日 - 2020年3月26日、月曜➡木曜担当)

#### パーソナリティの変遷
| 期間                | 月                | 火                      | 水                          | 木                              |
| ------------------- | ----------------- | ----------------------- | --------------------------- | ------------------------------- |
| 2016.7.4-2018.3.29  | 小林新 向井優     | 大久保ノブオ 本間香菜子 | 小林新 成美                 | ダイナマイトマンダム 唐木さやか |
| 2018.4.2-2020.3.26  | 小林新 飯野美紗子 | 大久保ノブオ 本間香菜子 | 小林新 ダイナマイトマンダム | 小出マサト 向井優               |
| 2020.3.30-2020.9.30 | 小林新 飯野美紗子 | 大久保ノブオ 本間香菜子 | 小林新 ダイナマイトマンダム | 小出マサト 寺岡歩美             |

## 主なコーナー
- 16:11 - WHAT'S UP TODAY
- 16:35 - 交通情報
- 16:40 - ALL AROUND THE GUNS (木)
- 17:00 - ジモトーク
- 17:22 - 交通情報
- 17:39 - 天気予報
- 17:50 - 賀来賢人 SUZUKI "KENTO'S CLUB"
- 18:00 - FM長野ニュース
- 18:05 - 短冊ジュークボックス ～忘れられないの～ (水)
- 18:10 - TODAY'S SPECIAL
  - 想像妄想!オトQランド (月)
  - T-1グランプリ(火)
  - 信濃の飯 (水)
  - Sofa Music (木)
- 18:20 - 交通情報
- 18:43 - 天気予報